# Campeonato Europeu de Natação em Piscina Curta de 2011
O Campeonato Europeu de Natação em Piscina Curta de 2011 foi a 15ª edição do evento organizado pela Liga Europeia de Natação (LEN). A competição foi realizada entre os dias 8 e 11 de dezembro de 2011 na Arena Flutuante, em Estetino na Polónia. O evento contou com a presença de 543 atletas de 38 nacionalidades, com destaque para a Alemanha que obteve 7 medalhas de ouro. 

## Medalhistas
Esses foram os resultados da competição. 

### Masculino
| Evento          | Ouro                                                                     | Ouro     | Prata                                                                          | Prata    | Bronze                                                                                | Bronze    |
| 50 m Livre      | Konrad Czerniak · Polónia                                                | 20.88    | Sergey Fesikov · Rússia                                                        | 20.95    | Marco Orsi · Itália                                                                   | 21.01     |
| 100 m Livre     | Sergey Fesikov · Rússia                                                  | 46.56    | Luca Dotto · Itália                                                            | 46.89    | Krisztián Takács · Hungria                                                            | 47.46     |
| 200 m Livre     | Paul Biedermann · Alemanha                                               | 1:42.92  | Filippo Magnini · Itália                                                       | 1:43.20  | László Cseh · Hungria                                                                 | 1:43.71   |
| 400 m Livre     | Paul Biedermann · Alemanha                                               | 3:38.65  | Mads Glæsner · Dinamarca                                                       | 3:39.30  | Paweł Korzeniowski · Polónia                                                          | 3:40.54   |
| 1500 m Livre    | Mateusz Sawrymowicz · Polónia                                            | 14:29.81 | Mads Glæsner · Dinamarca                                                       | 14:29.88 | Sergiy Frolov · Ucrânia                                                               | 14:35.22  |
| 50 m Costas     | Aschwin Wildeboer · Espanha                                              | 23.43    | Flori Lang · Suíça                                                             | 23.57    | Pavel Sankovich · Bielorrússia                                                        | 23.64     |
| 100 m Costas    | Radosław Kawęcki · Polónia                                               | 50.43    | Aschwin Wildeboer · Espanha                                                    | 50.61    | Pavel Sankovich · Bielorrússia                                                        | 51.14     |
| 200 m Costas    | Radosław Kawęcki · Polónia                                               | 1:49.15  | Aschwin Wildeboer · Espanha                                                    | 1:50.63  | Péter Bernek · Hungria                                                                | 1:51.21   |
| 50 m Peito      | Fabio Scozzoli · Itália                                                  | 26.25    | Damir Dugonjič · Eslovênia                                                     | 26.34    | Alexander Dale Oen · Noruega                                                          | 26.49     |
| 100 m Peito     | Alexander Dale Oen · Noruega                                             | 57.05    | Damir Dugonjič · Eslovênia                                                     | 57.29    | Fabio Scozzoli · Itália                                                               | 57.30     |
| 200 m Peito     | Dániel Gyurta · Hungria                                                  | 2:02.37  | Vyacheslav Sinkevich · Rússia                                                  | 2:03.61  | Michael Jamieson · Reino Unido                                                        | 2:03.77   |
| 50 m Borboleta  | Andriy Govorov · Ucrânia                                                 | 22.70    | Amaury Leveaux · França                                                        | 22.74    | Konrad Czerniak · Polónia                                                             | 22.77     |
| 100 m Borboleta | Konrad Czerniak · Polónia                                                | 49.62    | Yevgeny Korotyshkin · Rússia                                                   | 49.88    | Francois Heersbrandt · Bélgica                                                        | 50.44     |
| 200 m Borboleta | László Cseh · Hungria                                                    | 1:50.87  | Nikolay Skvortsov · Rússia                                                     | 1:51.21  | Joseph Roebuck · Reino Unido                                                          | 1:51.62   |
| 100 m Medley    | Peter Mankoč · Eslovênia                                                 | 52.70    | Markus Deibler · Alemanha                                                      | 53.04    | Martti Aljand · Estónia                                                               | 53.37     |
| 200 m Medley    | László Cseh · Hungria                                                    | 1:53.43  | Markus Rogan · Áustria                                                         | 1:53.63  | Gal Nevo · Israel                                                                     | 1:54.87   |
| 400 m Medley    | László Cseh · Hungria                                                    | 4:01.68  | Dávid Verrasztó · Hungria                                                      | 4:03.03  | Gal Nevo · Israel                                                                     | 4:04.49 ' |
| 4x50 m Livre    | Itália · Luca Dotto · Marco Orsi · Federico Bocchia · Andrea Rolla       | 1:24.82  | Rússia · Sergey Fesikov · Yevgeny Lagunov · Andrey Grechin · Nikita Konovalov  | 1:25.11  | Bélgica · François Heersbrandt · Emmanuel Vanluchene · Louis Croenen · Jasper Aerents | 1:25.83   |
| 4x50 m Medley   | Itália · Mirco Di Tora · Fabio Scozzoli · Paolo Facchinelli · Marco Orsi | 1:33.18  | Rússia · Vitaly Borisov · Sergey Geybel · Yevgeny Korotyshkin · Sergey Fesikov | 1:33.86  | Alemanha · Christian Diener · Erik Steinhagen · Steffen Deibler · Stefan Herbst       | 1:34.41   |

### Feminino
| Evento          | Ouro                                                                                | Ouro      | Prata                                                                                   | Prata   | Bronze                                                                         | Bronze  |
| 50 m Livre      | Britta Steffen · Alemanha                                                           | 24.01     | Jeanette Ottesen · Dinamarca                                                            | 24.11   | Triin Aljand · Estónia                                                         | 24.23   |
| 100 m Livre     | Britta Steffen · Alemanha                                                           | 51.94     | Jeanette Ottesen · Dinamarca                                                            | 52.05   | Amy Smith · Reino Unido                                                        | 52.77   |
| 200 m Livre     | Silke Lippok · Alemanha                                                             | 1:54.08   | Melanie Costa Schmid · Espanha                                                          | 1:54.31 | Evelyn Verrasztó · Hungria                                                     | 1:54.55 |
| 400 m Livre     | Mireia Belmonte García · Espanha                                                    | 3:56.39   | Lotte Friis · Dinamarca                                                                 | 3:58.02 | Melanie Costa Schmid · Espanha                                                 | 4:00.30 |
| 800 m Livre     | Lotte Friis · Dinamarca                                                             | 8:07.53   | Erika Villaécija García · Espanha                                                       | 8:12.23 | Melanie Costa Schmid · Espanha                                                 | 8:16.28 |
| 50 m Costas     | Anastasia Zuyeva · Rússia                                                           | 26.23     | Georgia Davies · Reino Unido                                                            | 26.93   | Simona Baumrtová · Chéquia                                                     | 26.94   |
| 100 m Costas    | Daryna Zevina · Ucrânia                                                             | 56.96     | Anastasia Zuyeva · Rússia                                                               | 57.12   | Mie Nielsen · Dinamarca                                                        | 57.57   |
| 200 m Costas    | Daryna Zevina · Ucrânia                                                             | 2:02.25 , | Duane Da Rocha · Espanha                                                                | 2:03.32 | Melanie Nocher · Irlanda                                                       | 2:04.29 |
| 50 m Peito      | Valentina Artemyeva · Rússia                                                        | 30.06     | Dorothea Brandt · Alemanha                                                              | 30.17   | Daria Deeva · Rússia                                                           | 30.63   |
| 100 m Peito     | Valentina Artemyeva · Rússia                                                        | 1:05.19   | Rikke Møller-Pedersen · Dinamarca                                                       | 1:05.23 | Daria Deeva · Rússia                                                           | 1:05.83 |
| 200 m Peito     | Rikke Møller-Pedersen · Dinamarca                                                   | 2:19.55   | Anastasia Chaun · Rússia                                                                | 2:20.84 | Fanny Lecluyse · Bélgica                                                       | 2:21.14 |
| 50 m Borboleta  | Jeanette Ottesen · Dinamarca                                                        | 24.92 ,   | Triin Aljand · Estónia                                                                  | 25.51   | Sviatlana Khakhlova · Bielorrússia                                             | 25.96   |
| 100 m Borboleta | Jeanette Ottesen · Dinamarca                                                        | 56.22     | Jemma Lowe · Reino Unido                                                                | 56.67   | Ilaria Bianchi · Itália                                                        | 57.42   |
| 200 m Borboleta | Mireia Belmonte García · Espanha                                                    | 2:03.37   | Jemma Lowe · Reino Unido                                                                | 2:04.04 | Jessica Dickons · Reino Unido                                                  | 2:04.80 |
| 100 m Medley    | Theresa Michalak · Alemanha                                                         | 59.05     | Zsuzsanna Jakabos · Hungria                                                             | 59.72   | Mie Nielsen · Dinamarca                                                        | 1:00.10 |
| 200 m Medley    | Mireia Belmonte García · Espanha                                                    | 2:07.06   | Evelyn Verrasztó · Hungria                                                              | 2:08.28 | Hannah Miley · Reino Unido                                                     | 2:08.34 |
| 400 m Medley    | Mireia Belmonte García · Espanha                                                    | 4:24.55   | Hannah Miley · Reino Unido                                                              | 4:26.06 | Zsuzsanna Jakabos · Hungria                                                    | 4:27.86 |
| 4x50 m Livre    | Alemanha · Britta Steffen · Dorothea Brandt · Paulina Schmiedel · Daniela Schreiber | 1:37.29   | Dinamarca · Mie Nielsen · Pernille Blume · Katrine Holm Soerensen · Jeanette Ottesen    | 1:37.63 | Itália · Erika Ferraioli · Erica Buratto · Federica Pellegrini · Laura Letrari | 1:38.12 |
| 4x50 m Medley   | Dinamarca · Mie Nielsen · Rikke Møller Pedersen · Jeanette Ottesen · Pernille Blume | 1:46.48   | Rússia · Anastasia Zuyeva · Valentina Artemyeva · Irina Bespalova · Margarita Nesterova | 1:47.08 | Polónia · Aleksandra Urbanczyk · Ewa Scieszko · Anna Dowgiert · Katarzyna Wilk | 1:48.70 |

## Quadro de medalhas
| Ordem | País         | Medalha de ouro | Medalha de prata | Medalha de bronze | Total |
| ----- | ------------ | --------------- | ---------------- | ----------------- | ----- |
| 1     | Alemanha     | 7               | 2                | 1                 | 10    |
| 2     | Dinamarca    | 5               | 7                | 2                 | 14    |
| 3     | Espanha      | 5               | 5                | 2                 | 12    |
| 4     | Polónia      | 5               | 0                | 3                 | 8     |
| 5     | Rússia       | 4               | 9                | 2                 | 15    |
| 6     | Hungria      | 4               | 3                | 5                 | 12    |
| 7     | Itália       | 3               | 2                | 4                 | 9     |
| 8     | Ucrânia      | 3               | 0                | 1                 | 4     |
| 9     | Eslovênia    | 1               | 2                | 0                 | 3     |
| 10    | Noruega      | 1               | 0                | 1                 | 2     |
| 11    | Reino Unido  | 0               | 4                | 5                 | 9     |
| 12    | Estónia      | 0               | 1                | 2                 | 3     |
| 13    | Áustria      | 0               | 1                | 0                 | 1     |
| 13    | França       | 0               | 1                | 0                 | 1     |
| 13    | Suíça        | 0               | 1                | 0                 | 1     |
| 16    | Bielorrússia | 0               | 0                | 3                 | 3     |
| 16    | Bélgica      | 0               | 0                | 3                 | 3     |
| 18    | Israel       | 0               | 0                | 2                 | 2     |
| 19    | Chéquia      | 0               | 0                | 0                 | 1     |
| 19    | Irlanda      | 0               | 0                | 1                 | 1     |
| Total | Total        | 38              | 38               | 38                | 114   |

Legenda
| Recorde mundial       | Recorde mundial (World record)               |                       | Recorde africano                      | Recorde africano (African) |                                           | Q | Classificado por posição (Qualified) |
| Recorde do campeonato | Recorde do campeonato (Championship record)  | Recorde da América    | Recorde da América (Americas)         | q                          | Classificado por melhor tempo (Qualified) |   |                                      |
| Melhor marca do ano   | Melhor marca do ano (World leading)          | Recorde asiático      | Recorde asiático (Asian)              | DNS                        | Não largou (Did not start)                |   |                                      |
| Recorde nacional      | Recorde nacional (National record)           | Recorde europeu       | Recorde europeu (European)            | DNF                        | Não terminou (Did not finish)             |   |                                      |
| Recorde pessoal       | Recorde pessoal do atleta (Personal best)    | Recorde da Oceania    | Recorde da Oceania (Oceania)          | DSQ / DQ                   | Desclassificado (Disqualified)            |   |                                      |
| Recorde da temporada  | Recorde da temporada do atleta (Season best) | Recorde sul-americano | Recorde sul-americano (South America) | NM                         | Sem marca (No mark)                       |   |                                      |